# أنجيل ميدينا
أنجيل ميدينا (بالإنجليزية: Angel Medina) هو مصارع محترف أمريكي، ولد في 28 فبراير 1970 في جامايكا ‏ في الولايات المتحدة.

## وصلات خارجية
- أنجيل ميدينا على موقع CageMatch worker (الإنجليزية)

- أنجيل ميدينا على موقع IMDb (الإنجليزية)
- أنجيل ميدينا على موقع قاعدة بيانات الفيلم (الإنجليزية)